# Joseph Clay

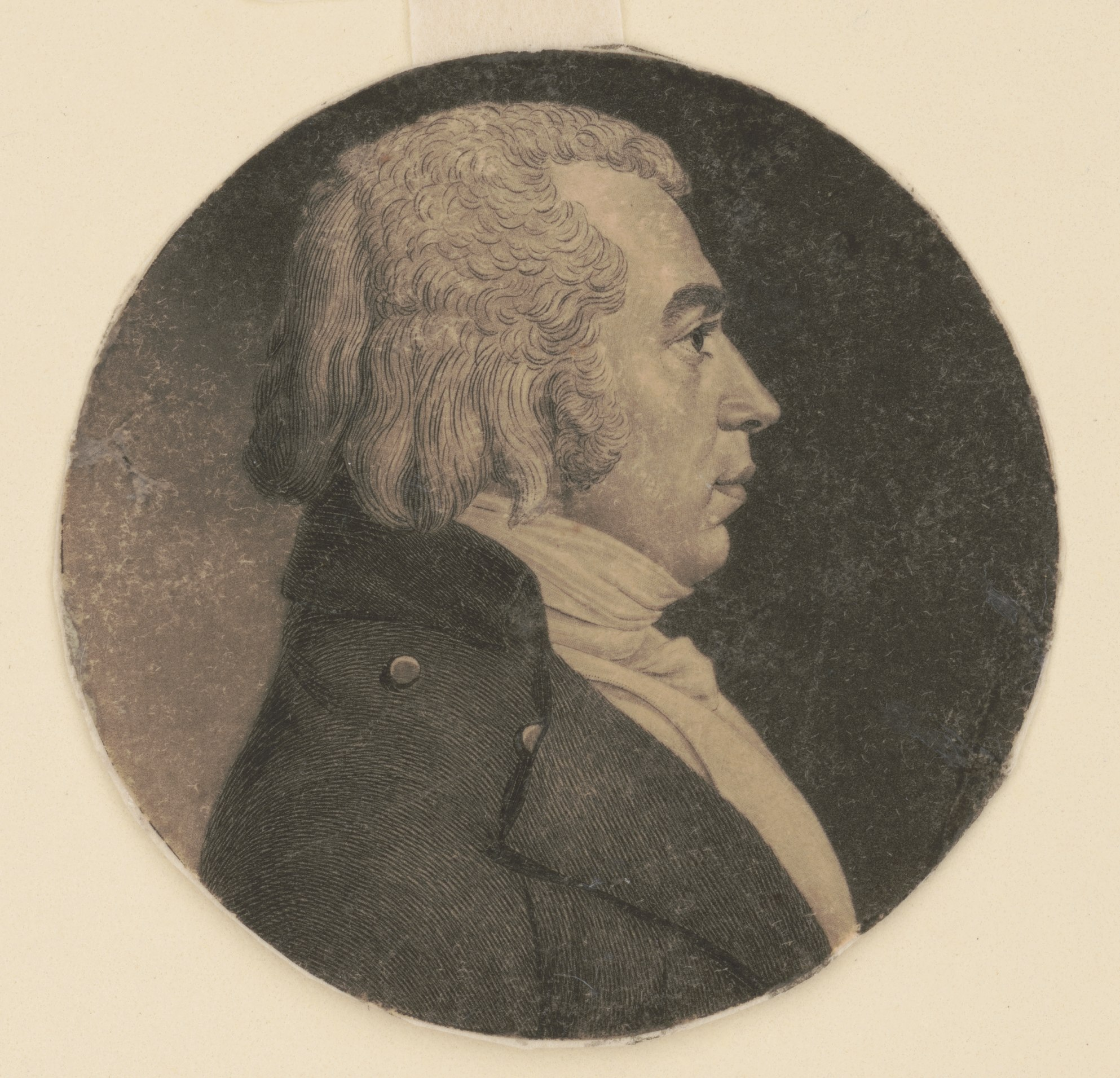
Joseph Clay

Joseph Clay (* 24. Juli 1769 in Philadelphia, Province of Pennsylvania; † 27. August 1811 ebenda) war ein US-amerikanischer Politiker. Zwischen 1803 und 1808 vertrat er den Bundesstaat Pennsylvania im US-Repräsentantenhaus.

## Werdegang
Über die Jugend und Schulausbildung von Joseph Clay ist in den Quellen nichts überliefert. Er schloss sich der von Thomas Jefferson gegründeten Demokratisch-Republikanischen Partei an. Bei den Kongresswahlen des Jahres 1802 wurde er im ersten Wahlbezirk von Pennsylvania in das US-Repräsentantenhaus in Washington, D.C. gewählt, wo er am 4. März 1803 die Nachfolge von William Jones antrat. Nach zwei Wiederwahlen konnte er bis zu seinem Rücktritt am 28. März 1808 im Kongress verbleiben. Während dieser Zeit wurde im Jahr 1803 durch den von Präsident Jefferson getätigten Louisiana Purchase das Staatsgebiet der Vereinigten Staaten beträchtlich erweitert. 1804 wurde der zwölfte Verfassungszusatz ratifiziert.
Im selben Jahr war Clay einer der Kongressabgeordneten, die mit der Durchführung eines Amtsenthebungsverfahrens gegen Bundesrichter John Pickering beauftragt waren. Zwischen 1805 und 1807 fungierte er als Vorsitzender des Committee on Ways and Means. Nach seiner Zeit im US-Repräsentantenhaus arbeitete er als Kassierer für die Farmers & Mechanics’ Bank of Philadelphia. Er starb am 27. August 1811. Sein Sohn John (1808–1885) wurde Diplomat und war amerikanischer Gesandter in Peru.
1799 wurde Clay zum Mitglied der American Philosophical Society gewählt.